# Ivan Brajović
Ivan Brajović, cyr. Иван Брајовић (ur. 9 marca 1962 w Titogradzie) – czarnogórski polityk, w latach 2009–2016 minister, od 2016 do 2020 przewodniczący Zgromadzenia Czarnogóry.

## Życiorys
Szkołę podstawową i średnią ukończył w Danilovgradzie, został następnie absolwentem wydziału inżynierii lądowej na Uniwersytecie Czarnogóry. W okresie komunistycznym był delegatem do zgromadzenia miejskiego Danilovgradu, członkiem prezydium socjalistycznej młodzieżówki SSOJ (powiązanej ze Związkiem Komunistów Jugosławii), sekretarzem do spraw młodzieży Czarnogóry i wiceprzewodniczącym zgromadzenia Socjalistycznej Republiki Czarnogóry.
Na początku lat 90. należał do współzałożycieli Związku Sił Reformatorskich i Socjaldemokratycznej Partii Czarnogóry (SDP). Był sekretarzem komitetu wykonawczego SDP, a od 2001 wiceprzewodniczącym partii. Regularnie wybierany na posła do parlamentu Czarnogóry, zasiadał też w parlamencie Federalnej Republiki Jugosławii. W latach 2009–2012 sprawował urząd ministra spraw wewnętrznych i administracji publicznej, następnie do 2016 był ministrem transportu i spraw morskich w czarnogórskim gabinecie. Mandat posła do czarnogórskiego parlamentu uzyskiwał w kolejnych wyborach po uzyskaniu przez ten kraj niepodległości: w 2006, 2009, 2012, 2016 i 2020.
W czerwcu 2015 opuścił SDP, opowiadając się za ścisłą dalszą współpracą z rządzącą Demokratyczną Partią Socjalistów Czarnogóry. Współtworzył w tym samym roku i został pierwszym przewodniczącym nowego ugrupowania pod nazwą Socjaldemokraci Czarnogóry; zarządzał nim do 2022, kiedy to na czele partii zastąpił go Damir Šehović. W listopadzie 2016, po kolejnych wyborach parlamentarnych, stanął na czele parlamentu Czarnogóry, którym kierował do końca kadencji w 2020.